# Westfield Arkadia

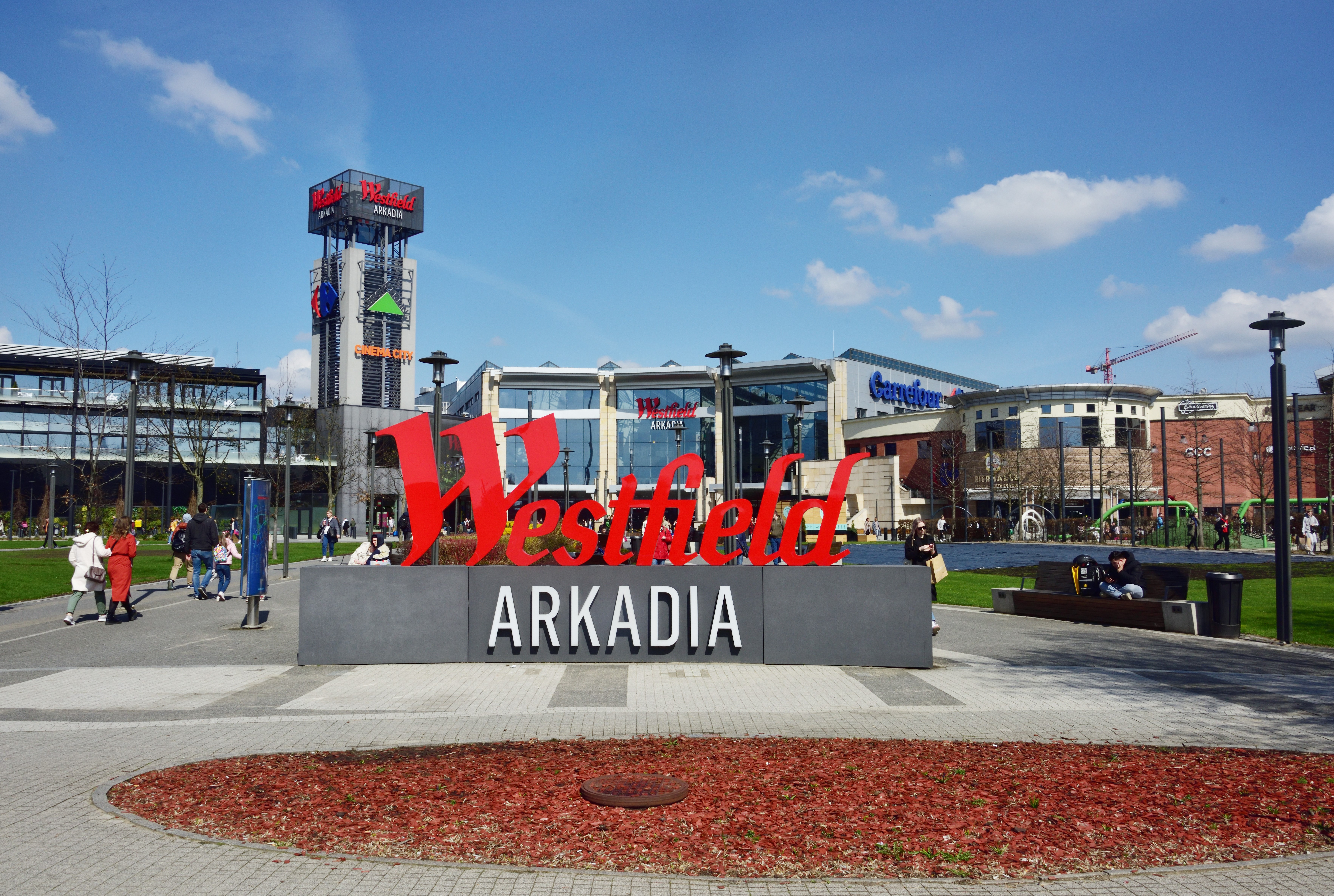
Westfield Arkadia

Westfield Arkadia ist der Name einer Megamall in der polnischen Hauptstadt Warschau.

## Ausstattung
Das Einkaufszentrum hat eine Fläche von 287.000 Quadratmetern und beherbergt 220 Geschäfte, 22 Restaurants und ein Multiplex-Kino mit 15 Kinos, welches den Namen Cinema City trägt. Die Verkaufsfläche der Mall beträgt allerdings nur 103.000 m², was ein Drittel des gesamten Einkaufszentrums ausmacht. Mitteleuropas größtes Einkaufszentrum, welches 2004 eröffnet wurde, wurde vom Programm „Warschau ohne Barrieren“ und der NGO Stowarzyszenie Przyjaciół Integracj (Vereinigung der Freunde der Integration) zum behindertenfreundlichsten Gebäude Warschaus erklärt. International Council of Shopping Centers zeichnete es 2004 als  einkaufszenrum in Polen, Shopping Center of the Year, aus und 2006 erhielt es den European Shopping Center Award als bestes Einkaufszentrum Europas.
Im Einkaufszentrum gibt es unterirdische Parkplätze für 4000 Autos und viele internationale Geschäfte, so zum Beispiel: Carrefour, Media Markt, Peek & Cloppenburg, Zara, Tommy Hilfiger oder New Yorker.
Koordinaten: 52° 15′ 23″ N, 20° 59′ 2″ O